# Adelaida de Hesse
Adelaida de Hesse (en polaco: Adelajda Heska; en alemán: Adelheid von Hessen; 1324-Hesse, 1371) fue miembro de la Casa de Hesse, hija del landgrave Enrique II de Hesse y su esposa, Isabel de Turingia. Por matrimonio fue reina de Polonia.

## Biografía
El 29 de septiembre de 1341, Adelaida se casó con Casimiro III el Grande, rey de Polonia. Este fue el segundo matrimonio de Casimiro, tras la muerte de su primera esposa, Aldona de Lituania. Casimiro no tenía un heredero varón, a pesar de que tenía dos hijas, Isabel y Cunegunda. El 29 de septiembre de 1341, Adelaida fue coronada en la Catedral de Poznań. El matrimonio fue muy infeliz; Casimiro vivió separado de Adelaida desde poco después de casarse.
Este matrimonio sin amor duró hasta 1356. Casimiro se separó de Adelaida y se casó morganáticamente con su amante, Cristina Rokiczana. Cristina era la viuda de Miklusz Rokiczani, un rico comerciante. Casimiro tuvo problemas graves con el clero por bigamia y por ser mujeriego.
Casimiro seguía viviendo con Cristina a pesar de las quejas del Papa Inocencio VI en nombre de Adelaida. El matrimonio duró hasta 1363/1364, cuando Casimiro se declaró a sí mismo divorciado. No tuvieron hijos. El matrimonio fue anulado para Adelaida en 1368. Luego Casimiro se casó con su cuarta esposa, Eduviges de Sagan. Este matrimonio tuvo tres hijas.
Como Adelaida seguía viva y Cristina posiblemente vivía, el matrimonio con Eduviges se consideró bígamo. La legitimidad de las últimas tres hijas del rey se puso en discusión. Casimiro logró que dos de sus hijas, Ana y Cunegunda, fueran legitimadas por el Papa Urbano V el 5 de diciembre de 1369. Eduviges, la menor, fue legitimada por el Papa Gregorio XI el 11 de octubre de 1371.
Después de la anulación de su matrimonio, Adelaida regresó a su tierra natal, en Hesse. A la muerte de su ex marido, luchó por los derechos de su propiedad. Pasó el resto de su vida en Hesse hasta su muerte en 1371, a la edad de cuarenta y siete años.